# Ada (Minnesota)
Ada es una ciudad ubicada en el condado de Norman en el estado estadounidense de Minnesota. En el Censo de 2010 tenía una población de 1707 habitantes y una densidad poblacional de 473,47 personas por km².

## Geografía
Ada se encuentra ubicada en las coordenadas 47°17′59″N 96°30′55″O / 47.299722222222, -96.515277777778. Según la Oficina del Censo de los Estados Unidos, Ada tiene una superficie total de 3.61 km², de la cual 3.61 km² corresponden a tierra firme y (0%) 0 km² es agua.

## Demografía
Según el censo de 2010, había 1707 personas residiendo en Ada. La densidad de población era de 473,47 hab./km². De los 1707 habitantes, Ada estaba compuesto por el 94.9% blancos, el 0.18% eran afroamericanos, el 1.11% eran amerindios, el 0.53% eran asiáticos, el 0% eran isleños del Pacífico, el 1.41% eran de otras razas y el 1.87% pertenecían a dos o más razas. Del total de la población el 5.57% eran hispanos o latinos de cualquier raza.